# エドゥアール・ベルタン

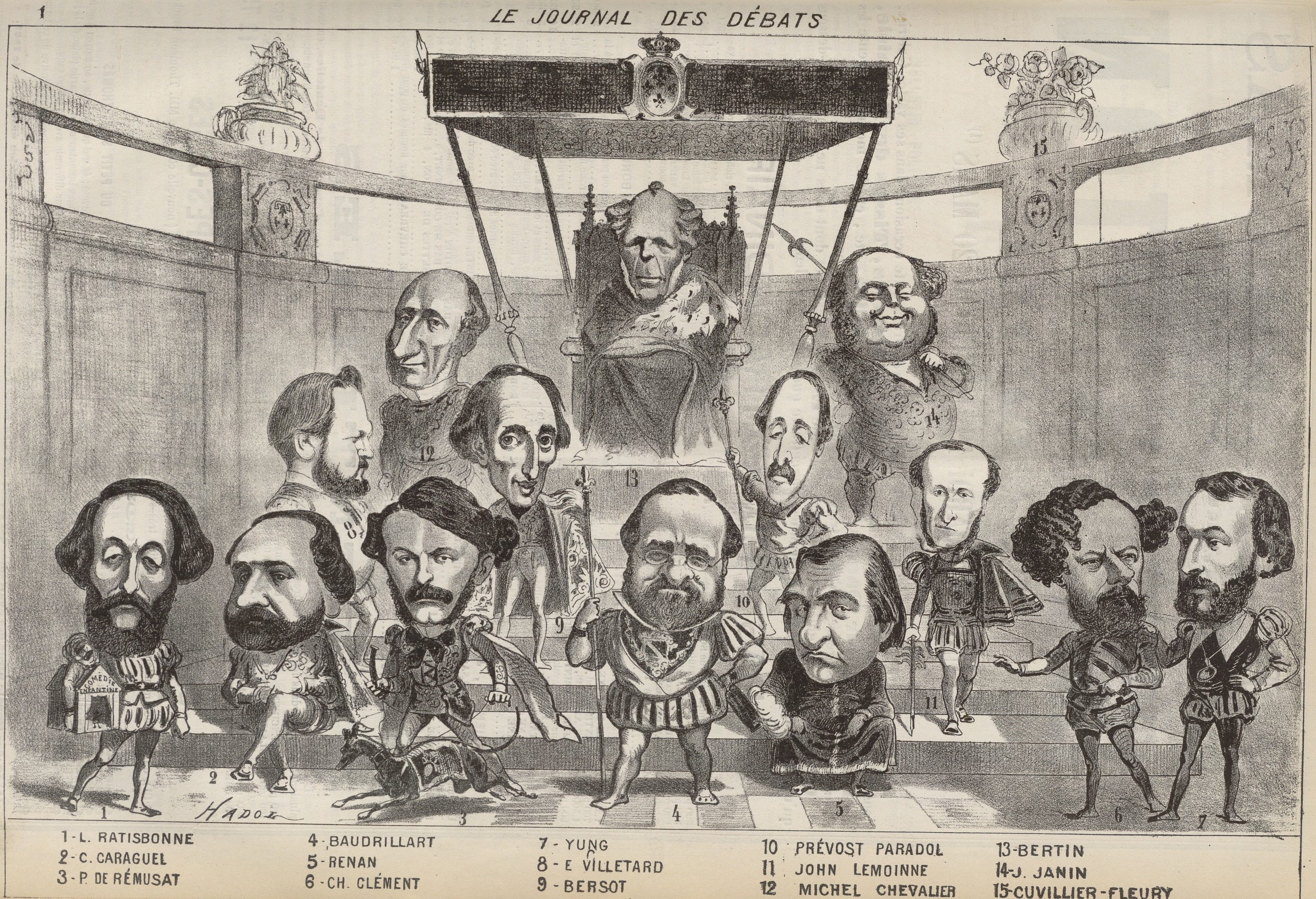
ポール・アドルによる「ジュルナル・デ・デバ」の執筆者たちのカリカチュア、玉座に描かれているのがベルタン

エドゥアール・ベルタン（Édouard François Bertin、1797年10月7日 - 1871年9月14日）はフランスの画家、ジャーナリストである。

## 略歴
パリで生まれた。父親のルイ＝フランソワ・ベルタン(Louis-François Bertin:1766-1841)はフランス革命中の1789年に創刊された新聞「ジュルナル・デ・デバ("Journal des débats")」を1799年に買収して日刊紙として成功させたベルタン兄弟の一人である。知識人や芸術家の中で育ち、子供時代の肖像画を有名な画家、ジャン＝バティスト・グルーズが描いている。
パリの美術学校に入学し、アンヌ＝ルイ・ジロデ＝トリオゾンやジャン＝ジョゼフ＝グザビエ・ビドー、ルイ・エティエンヌ・ワトレに学んだ。4年間のイタリア留学の後、1827年にパリに戻り、ドミニク・アングルの工房に入った。
ギリシャ、エジプトやヨーロッパの各地を旅し、風景画を描いた。1833年に美術監督官(Inspecteur des Beaux-Arts)に任じられた。1854年に弟のアルマン・ベルタン(Armand Bertin:1801-1854)が亡くなって、「ジュルナル・デ・デバ」の経営を引き継ぐまで、サロン・ド・パリに作品を毎年出展した。
「ジュルナル・デ・デバ」の経営を引き継いだ後、その経営手腕は「ジュルナル・デ・デバ」に多くの記事を書いたジャーナリストのジョン・ルモアーヌ(John Lemoinne)が高く評価している。1871年に亡くなるまで、経営を続けた。新聞経営者になった後も多くの作品を描いた。
1833年にレジオンドヌール勲章（シュヴァリエ）を受勲した。

## 作品

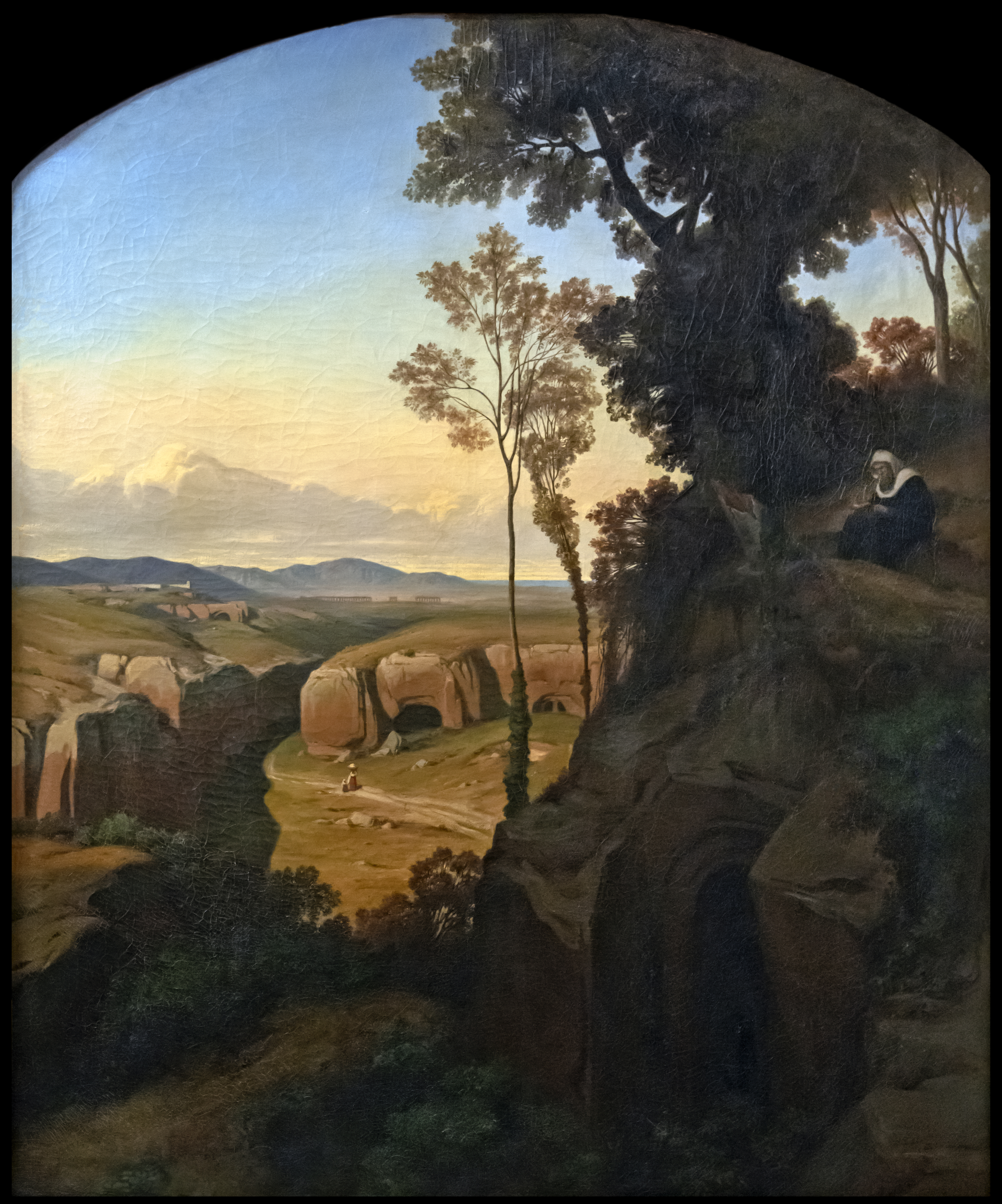
チェルヴァーラ
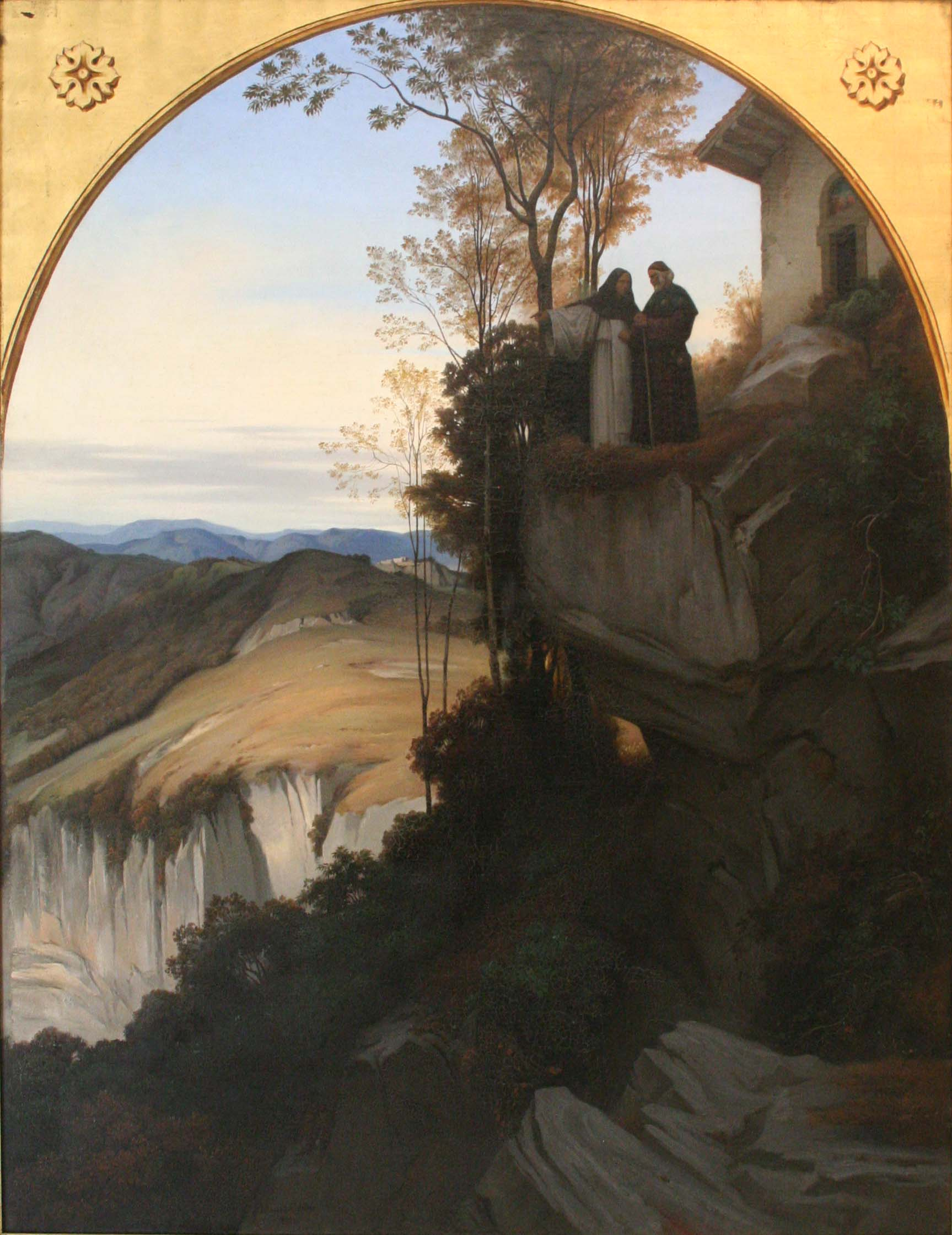
アペニン山脈
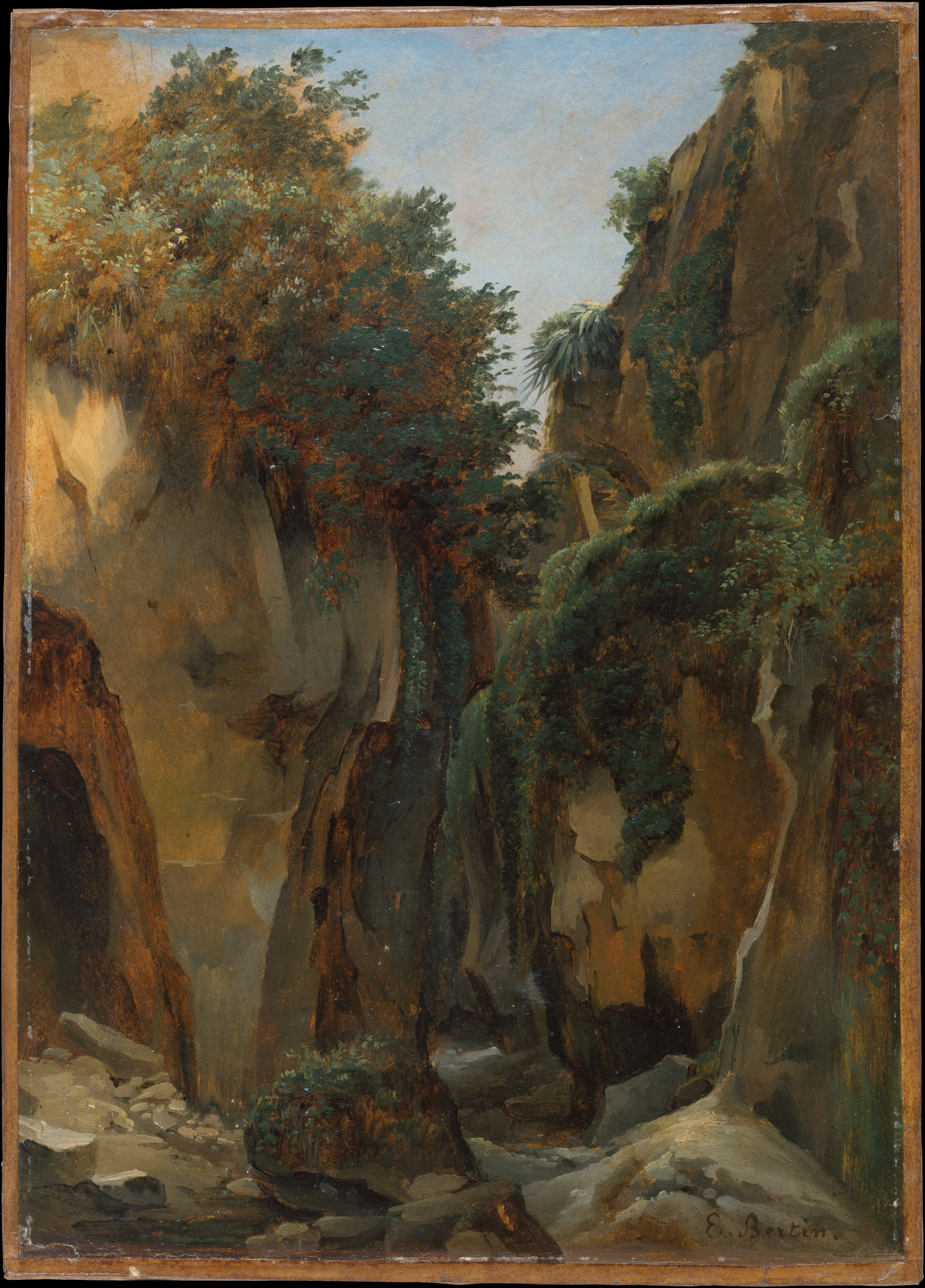
ソレント